# Quark (tegneseriefigur)
 For alternative betydninger, se Kvark. (Se også artikler, som begynder med Kvark)
Quark er en figur i tegneserierne Valhalla og Quark, oprindeligt tegnet af Peter Madsen. Figuren Quark er skabt af forfatteren Per Vadmand, der var med til at skrive flere af Valhalla-tegneserierne,[kilde mangler] men også Rune T. Kidde har været med i udviklingen af figuren. Quark var ikke en del af den nordiske mytologi, som serien er baseret på. 
Figuren Quark begyndte som biperson i Valhalla-album nr. 2, Thors brudefærd. Han fik senere sin egen avisserie og senere også en albumserie. Det første album i serien er af Kim Annweiler (Wax), nr. 2-12 er af Torben Osted. Oprindelig blev hans navn stavet Hquark; dette var en del af en større joke, der kørte blandt seriens skabere. Der spilles på, at mælkeproduktet ymer er opkaldt efter jætten af samme navn; imidlertid findes der også en jætte ved navn Hymer, hvorfor der blev skabt flere karakterer til serien med navn efter mælkeprodukter, blot med et H foran deres navn – til eksempel Hjogurth og den hemmelige agent-jætte HA-38. Undervejs i udviklingen fra Hquark til Quark har figuren undergået en forandring, både designmæssigt og i personlighed. Blandt de første skitser ses Quark for eksempel synge jætte-udgaver af kendte danske folkesange (inspireret af Peter Madsens egen interesse i korsang på det tidspunkt), selv om han endte med at være en stum karakter.
Quark er en lille jætteunge, som kun kan lave ballade; derfor er han ofte udskældt og udstødt, både blandt jætter og aser. Han kom til Asgård da Loke havde været på besøg hos jætternes konge Udgårdsloke, som havde drukket Loke fuld og lavet et væddemål med ham. Hans første venner bliver menneskebørnene Tjalfe og Røskva, som synes han både er sød og sjov. Quark har mange kræfter, som han får brug for da Røskva, Tjalfe og han stikker af fra Thors hus, fordi Loke ikke var fair.